# NHK高崎川浦中継局
NHK高崎川浦中継局（エヌエチケイたかさきかわうらちゅうけいきょく）は、群馬県高崎市にあったNHKの中継局。

## 概要
- 当中継局は、高崎市倉渕町川浦字小倉（中央小学校北方）に置かれ電波を発射していたが、共同受信設備の整備で、全国より10年早く2001年3月31日に廃止された。
- なお、GTVは、アナログ放送終了まで当地から電波を発射していた。これについては、GTV倉渕川浦中継局を参照。

## 中継局概要（廃止時点）
| 放送局名          | チャンネル | 空中線電力        | ERP  | 放送対象地域 | 放送区域内世帯数 | 廃止日        |
| NHK東京教育テレビ | 36ch       | 映像10W /音声2.5W | 不明 | 全国放送     | 不明             | 2001年3月31日 |
| NHK東京総合テレビ | 40ch       | 映像10W /音声2.5W | 不明 | 関東広域圏   | 不明             | 2001年3月31日 |